# هليلج أمازوني

هليلج أمازوني (الاسم العلمي:Terminalia amazonia) هو نوع نباتي يتبع جنس الهليلج من الفصيلة القمبريطية.